# پاپیولر
پاپیولر (انگلیسی: Popular) شرکت هلدینگ سنگاپوری است، که در سال ۱۹۲۴ تأسیس شد.